# 베셰 버르너바시
베셰 버르너바시(헝가리어: Bese Barnabás, 1994년 5월 6일 ~ )는 OH 뢰번와 헝가리 축구 국가대표팀에서 라이트 백으로 활약하고 있는 헝가리의 축구 선수이다.

## 국가대표
베셰는 UEFA 유로 2016에서 헝가리 대표팀으로 발탁되었다.